# Ballons Kubicek
 (août 2024).
Kubicek Ballons (en tchèque Balóny Kubicek (prononciation Koo-bee-check), le nom officiel complet Balóny Kubicek spol. S ro) est un fabricant tchèque de ballons à air chaud et de dirigeables, le seul en Europe centrale et orientale et l'un des plus grands dans le monde. L'usine est située à Brno, mais sa production s'exporte dans le monde entier.

## Historique
Balóny Kubicek a été fondée en 1991 par Aleš Kubicek, le concepteur du premier ballons à air chaud tchèque moderne fabriqué en 1983 au club Aviatik à Brno. Avant de fonder sa propre entreprise Aleš Kubicek a fait plusieurs ballons sous les ailes de l'entreprise Aerotechnik Kunovice. Immédiatement après la révolution de velours, doté d'une grande expérience dans la fabrication des ballons, il a lancé sa propre entreprise destinée à la fabrication de plus légers que l'air.
Kubicek Balloons est une société anonyme, en majorité détenues par le fondateur Aleš Kubicek. Son siège est à Francouzská 81 en centre-ville de Brno, où les ballons ont été construits. Mais en 2005, leur production est transférée dans une installation complètement nouvelle : l'usine située dans Jarni 2a à Brno-Malomerice. Elle est actuellement la plus moderne usine de ballons dans le monde. La société emploie 30 personnes (en 2008) et produit environ 90 ballons par an, ce qui en fait le 3e plus grand fabricant de ballons à air chaud au monde.
En plus de la production de 28 types d'enveloppes standard de ballons, l'entreprise construit aussi les nacelles, les brûleurs et aussi beaucoup de ballons de forme spéciale à des fins publicitaires, par exemple le conteneur DHL de 38 mètres de haut, la cathédrale Saint-Gall et le cœur vert de la Styrie.
Kubicek Balloons est certifié par l'Agence européenne de la sécurité aérienne pour le respect des normes européennes de qualité concernant ses activités de conception, de production et de maintenance. Il a été parmi les premiers fabricants de ballons à air chaud à détenir un certificat de type européen pour ballons à air chaud.
Kubicek Balloons est le seul producteur européen à utiliser un tissu polyester haute densité pour les enveloppes de ses ballons, et tout est fabriqué « en interne » par sa société-sœur Textil Kubíček à Cerná Hora près de Brno.